# 朱鼐鼐
朱鼐鼐（？—？），山东人，清朝政治人物。贡生出身。
顺治十六年（1659年），擔任清朝廣州府南海縣知縣。后由許高昆接任。